# Cerkiew Opieki Matki Bożej w Bukiszkach
Cerkiew Opieki Matki Bożej (znana też pod wezwaniem Narodzenia Pańskiego) – prawosławna cerkiew parafialna w Bukiszkach, w dekanacie wileńskim okręgowym eparchii wileńskiej i litewskiej Rosyjskiego Kościoła Prawosławnego.

## Historia
Cerkiew została zbudowana w II połowie XIX w. z inicjatywy rosyjskiego generała Pawła Bożerianowa, któremu nadano wieś Bukiszki (należącą wcześniej do Radziwiłłów). W krypcie cerkwi chowano członków rodziny generała. Świątynię zamknięto w czasie I wojny światowej. Po przyłączeniu Wileńszczyzny do Polski miejscowa społeczność prawosławna nie dopuściła do przejęcia świątyni przez Kościół rzymskokatolicki, jednak władze państwowe nie wyraziły zgody na reaktywację parafii prawosławnej i otwarcie cerkwi. Po II wojnie światowej (w trakcie której świątynia została znacznie uszkodzona) władze Litewskiej SRR urządziły w budynku magazyn Bukiskiej Szkoły Mechanizatorów Rolnictwa. Cerkiew została odzyskana przez prawosławnych dopiero w 1990. Na początku XXI w., z inicjatywy metropolity wileńskiego i litewskiego Chryzostoma dokonano całkowitego odrestaurowania świątyni (prace zakończono w 2007). Przywrócenie funkcji liturgicznych nastąpiło w 2011.
Cerkiew wpisano do rejestru zabytków 26 marca 2009 pod nr 32784.